# Андреја Маричић
Андреја Маричић (Београд, 15. април 1959 — Београд, 30. јун 2021) био је српски глумац.

## Биографија
Андреја Маричић је рођен у Београду 15. априла 1959. године. Глуму је дипломирао на Факултету драмских уметности у Београду 1982. године у класи професора Миње Дедића, на класи са Соњом Савић, Жарком Лаушевићем, Зораном Цвијановићем, Булетом Гонцићем, Сузаном Петричевић. Стални је члан Народног позоришта у Београду. Прву запажену улогу одиграо је у филму „ Љубавни живот Будимира Трајковића " у којем је тумачио лик Звонка Михајловића, који је био најбољи пријатељ главног јунака.
Андреја Маричић је био ожењен редитељком опере Народног позоришта Иваном Драгутиновић, има три ћерке Милицу, Теодору и Александру.

## Филмови
- Genghis Khann (1965)-Chagedai
- Љубавни живот Будимира Трајковића (1977)-Звонко Михајловић
- Сестре (1981)
- Прогон (1982)
- Велики транспорт (1983)
- Бригада неприлагођених (1987)-
- Криминалци (1987)
- Тесна кожа (1987)- Рецепционер
- Beyond the Door III (1989)- жељезнички радник
- Најбољи (1989)-Тополовац
- Вуковар, једна прича (1994)-Демонстрант
- Не веруј жени која пуши гитанес без филтера (1995)

## ТВ серије и драме
- Повратак отписаних (1976)
- Коже (1982)
- Откос (1984)
- Quo Vadis (1985)
- Хумористички клуб (1985)
- Место сусрета Београд (1987)
- Вук Караџић (1987)
- Четрдесет осма - Завера и издаја (1988)
- Смрт госпође Министарке (1991)
- Крај династије Обреновић (1995)
- Шифра Деспот (2018)
- Пет (2018)
- Жигосани у рекету (2019)
- Идеалан посао (2019)
- Југословенка (2020)
- Бележница професора Мишковића (2020) - Симон Латовић
- Тајне винове лозе (2021)
- Кљун (2021)
- Нечиста крв (2021)